# Carl Poensgen (Industrieller)

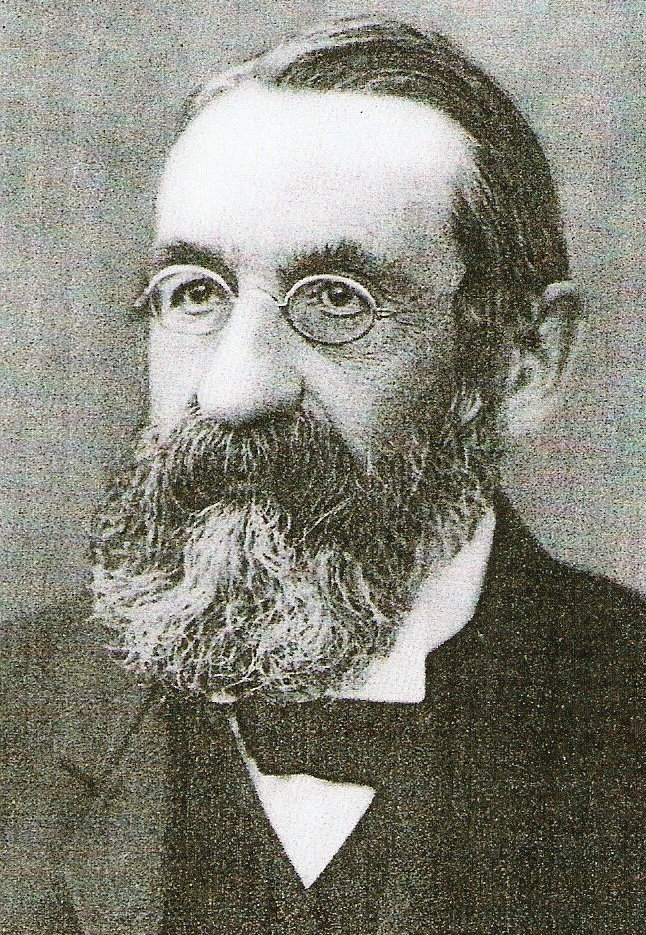
Carl Poensgen

Carl Poensgen (* 27. Januar 1838 in Schleiden/Eifel; † 3. November 1921 in Düsseldorf) war ein deutscher Industrieller und Königlich Preußischer Geheimer Kommerzienrat. Er stammt von der Eifeler Unternehmerfamilie Poensgen ab, die seit Mitte des 15. Jahrhunderts im Raum Schleiden als Reidemeister Eisenhütten betrieb. Mehrere Linien zogen in der zweiten Hälfte des 19. Jahrhunderts nach Düsseldorf und waren dort maßgeblich am Aufbau der rheinischen Eisen-, Stahl- und Röhrenindustrie beteiligt.

## Leben und Wirken
Carl Poensgen war der Sohn des Schleidener Hüttenbesitzers Carl Poensgen senior (1802–1848) und besuchte die Volksschule in Schleiden, das Gymnasium in Duisburg, die Gewerbeschule in Köln und die Bergakademie Freiberg in Sachsen (Montane) und die Montanuniversität Leoben. 1860 trat er als Volontär bei dem Hütten- und Walzwerk „Reinhard Poensgen“ in Düsseldorf ein, das seine beiden entfernten Vettern Gustav Poensgen und Rudolf Poensgen zu diesem Zeitpunkt von Gemünd (Schleiden) nach Düsseldorf verlegt hatten. Schon im nächsten Jahr machte er sich selbstständig und gründete zusammen mit Friedrich Giesbers in Gemünd eines der ersten deutschen Bessemer-Stahlwerke. Der Erfolg blieb zunächst aus, da das Eifeler Eisenerz einen zu hohen Phosphorgehalt hatte. Nach einem Studienaufenthalt in England verlagerte er das Unternehmen 1864 nach Düsseldorf, um dort – unter der Firma C. Poensgen, Giesbers & Co (spätere Oberbilker Stahlwerke AG) – erfolgreich, diesmal mit englischem Roheisen, nach dem neuen Bessemer-Verfahren hochwertigen Stahl herzustellen. 
1871 trat er aus dem Unternehmen mit Giesbers aus und wurde Teilhaber des von seinem Schwiegervater Albert Poensgen in Düsseldorf im Jahre 1860 gegründeten Röhrenwalzwerks, welches 1872 mit den Hütten- und Walzwerken seiner Verwandten Gustav und Rudolf Poensgen zur „Düsseldorfer Röhren- und Eisenwalzwerke AG, vormals Poensgen“ vereinigt wurde. Dank seiner Zielstrebigkeit wurde das für die Entwicklung der Eisenindustrie außerordentlich wichtige „Windfrischverfahren“ so weit fortentwickelt, dass später nach Einführung des basischen Futters selbst das Mutterland England überflügelt werden konnte. Carl Poensgen gehörte zu den Neugründern des „Vereins deutscher Eisenhüttenleute“, dem heutigen Stahlinstitut VDEh. Nachdem er sich im rüstigen Alter aus der Werkstätigkeit zurückgezogen hatte, legte er 1907 in Ratingen bei Düsseldorf nach englischem Vorbild einen großen Landschaftspark an, der als Poensgenpark heute noch Anziehungspunkt für zahlreiche Besucher ist.

## Familie
Carl Poensgen war seit 1870 verheiratet mit Clara Poensgen (1846–1910), Tochter von Albert Poensgen (1818–1880) und Emma Rothscheidt (1828–1892) sowie u. a. Schwester des Mediziners und Forstgutsbesitzers Albert Poensgen. Sie hatten zusammen zehn Kinder, sieben Jungen und drei Mädchen, darunter den Düsseldorfer Industriellen Ernst Poensgen, den Privatbankier Kurt Poensgen und den Finanzgerichtspräsidenten sowie mehrfachen Welt- und Vizeweltmeister im Billardsport Albert Poensgen. Ein Kind verstarb im Kleinkindalter und zwei im frühen Mannesalter.